# Slobozia Oancea
Slobozia Oancea – wieś w Rumunii, w okręgu Gałacz, w gminie Oancea. W 2011 roku liczyła 185 mieszkańców.